# Кастрамово
Кастрамово (рос. Кастрамово) — присілок в Юхновському районі Калузької області Російської Федерації.
Населення становить 13 осіб. Входить до складу муніципального утворення Присілок Озеро.

## Історія
Від 2004 року входить до складу муніципального утворення Присілок Озеро

## Населення
1. Н/Д[2]